# Ключ к шифру
«Ключ к шифру» — четырнадцатый студийный альбом российской рок-группы «Сплин», выпущенный 23 сентября 2016 года.

## Об альбоме
Работа над альбомом велась на собственной студии группы в Санкт-Петербурге, расположенной по соседству со студией «Добролёт», на которой было записало большинство предыдущих пластинок коллектива. Своё пространство для работы, по словам лидера группы Александра Васильева, позволило в спокойной обстановке более вдумчиво подойти к процессу записи, а самому Васильеву поэкспериментировать с вокалом.
Сам Васильев характеризует название альбома следующим образом — каждая песня «Ключа к шифру» — «реальное зашифрованное сообщение, ключ к которому откроется тому, кому песня понравилась и запомнилась».
В записи принимал участие саксофонист групп Spitfire и «Ленинград» Григорий Зонтов.
На песни «Пирамиды», «Окраины», «Земля уходит из-под ног», «Храм», «Тревога» и «Она была так прекрасна» были сняты клипы.
Альбом стартовал со второй позиции в чарте продаж iTunes.

## Критика
Альбом вошёл в список «30 главных альбомов сентября» журнала «Афиша», однако журналисты охарактеризовали запись словами «ничего нового» и оставили без оценки.

## Список композиций
Слова и музыка всех песен — Александр Васильев.
| №                   | Название                  | Длительность |
| ------------------- | ------------------------- | ------------ |
| 1.                  | «Медный грош»             | 1:25         |
| 2.                  | «Пирамиды»                | 4:21         |
| 3.                  | «Нам, мудрецам»           | 4:57         |
| 4.                  | «Храм»                    | 2:45         |
| 5.                  | «Окраины»                 | 6:00         |
| 6.                  | «Кит»                     | 3:14         |
| 7.                  | «Она была так прекрасна»  | 2:47         |
| 8.                  | «Джа играет джаз»         | 3:53         |
| 9.                  | «Реквием»                 | 3:22         |
| 10.                 | «Земля уходит из-под ног» | 3:50         |
| 11.                 | «Тревога»                 | 3:21         |
| 12.                 | «Небесный хор»            | 4:14         |
| 13.                 | «Путь на восток»          | 3:09         |
| 14.                 | «День за днём»            | 3:40         |
| 15.                 | «Череп и кости»           | 2:55         |
| Общая длительность: | Общая длительность:       | 55:11        |

## Участники записи
| «Сплин» - Александр Васильев — вокал, доп.гитара - Алексей Мещеряков — барабаны, перкуссия, гитара - Дмитрий Кунин — бас-гитара - Вадим Сергеев — гитара - Николай Ростовский — клавишные, сэмплы - Григорий Зонтов — саксофон | - Иннокентий Агафонов — звукорежиссёр записи и сведения - Борис Истомин — мастеринг - Антон Рамирес — дизайн |

## Видеоклипы
| Год  | Клип                                                                     | Режиссёр       |
| ---- | ------------------------------------------------------------------------ | -------------- |
| 2016 | Пирамиды Архивная копия от 23 июня 2020 на Wayback Machine               | Даниил Сальхов |
| 2016 | Окраины Архивная копия от 27 июня 2020 на Wayback Machine                | Иван Егоров    |
| 2016 | Земля уходит из-под ног Архивная копия от 2 июля 2020 на Wayback Machine | —              |
| 2017 | Храм Архивная копия от 27 июня 2020 на Wayback Machine                   | —              |
| 2017 | Тревога Архивная копия от 21 июня 2020 на Wayback Machine                | Иван Егоров    |
| 2017 | Она была так прекрасна Архивная копия от 30 июня 2020 на Wayback Machine | —              |

## Дополнительная информация
В песне «Череп и кости» использован семпл из песни «Break on Through» группы «The Doors».